# Styringomyia ebejeri
Styringomyia ebejeri är en tvåvingeart som beskrevs av Albany Hancock 1997. Styringomyia ebejeri ingår i släktet Styringomyia och familjen småharkrankar. Inga underarter finns listade i Catalogue of Life.